# Zambia National Commercial Bank

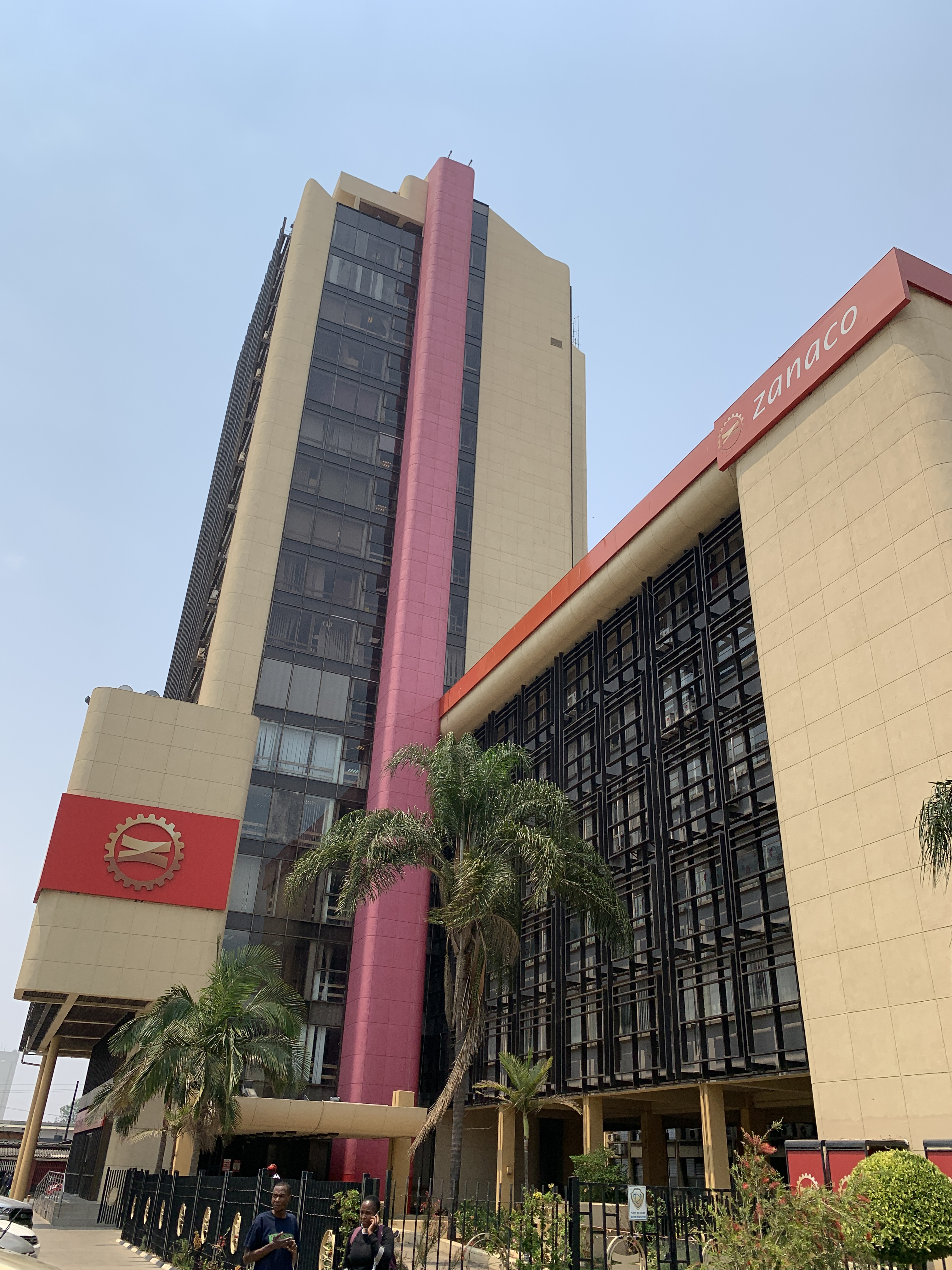
Hauptsitz der ZaNaCo (2021)

Zambia National Commercial Bank, auch ZaNaCo, ist eine Aktiengesellschaft in Sambia.
ZaNaCo war bis 2005 zu 100 Prozent in staatlichem Besitz, konkret der Bank of Zambia, der Zentralbank, seit 2005 zu 74,2 Prozent. 25,8 Prozent wurden an der Börse Lusaka Stock Exchange platziert, wo sie frei gehandelt werden. Eigentlich sollten weitere 49 Prozent an Investoren verkauft werden, doch die Verhandlungen wurden Ende 2005 abgebrochen. Die Privatisierung von ZaNaCo war sehr umstritten, da staatliche Löhne, Gehälter und Renten über sie ausgezahlt werden. Es wurde befürchtet, dass viele Filialen nach der Privatisierung geschlossen würden, so dass die Zahlungsempfänger weite Wege, was in Sambia deutlich mehr als 100 Kilometer bedeutet, zurücklegen müssten, um an ihr Geld zu kommen. Die Gewerkschaften waren entschieden dagegen und kein Investor wollte das Filialnetz garantieren. Damit waren die Privatisierungspläne der Weltbank vorerst gescheitert, geblieben ist davon nur die Platzierung an der Börse.
ZaNaCo hat einen Marktanteil von 24 Prozent und unterhält 52 strategisch platzierte Filialen sowie eine Niederlassung in London. Sie ist die größte Bank des Landes und verfügte Ende 2004 über ein Vermögen von 314 Mio. US-$, davon 285,8 Mio. US-$ Einlagen und 167,7 US-$ Umlaufvermögen.